# ناز طوقه‌ای (سرده)
ناز طوقه‌ای (نام علمی: Rosularia) نام یک سرده از تیره گل‌نازیان است.